# Едгарс Масальскіс
Едгарс Масальскіс (рос. Эдгарс Янович Масальскис; латис. Edgars Masaļskis; 31 березня 1980, м. Рига, СРСР) — латвійський хокеїст, воротар. Виступає за «Югра» (Ханти-Мансійськ) у Континентальній хокейній лізі.
Виступав за ХК «Рига 2000», «Металургс» (Лієпая), ХК «Меррум», «Сибір» (Новосибірськ), «Енергія» (Карлови Вари), «Дукла» (Їглава), ХК «Пісек», «Нафтовик» (Альметьєвськ), «Вельфе» (Фрайбург), «Металург» (Жлобин), «Динамо» (Рига), «Фюксе Дуйсбург».
У складі національної збірної Латвії учасник зимових Олімпійських ігор 2002, 2006 і 2010, учасник чемпіонатів світу 2002, 2003, 2004, 2005, 2006, 2007, 2008, 2009, 2010 і 2011. У складі молодіжної збірної Латвії учасник чемпіонатів світу 1999 (група B) і 2000 (група B).
Досягнення
- Чемпіон Латвії (2000, 2002, 2004)
- Володар Континентального кубка (2007).